# Helena Salles
Helena de Moraes Salles (São Paulo, 8 de julho de 1919 — , 1 de junho de 2011) foi uma nadadora brasileira, que participou de uma edição dos Jogos Olímpicos pelo Brasil.

## Trajetória esportiva
Era nadadora do Club Athletico Paulistano, quando participou das  Olimpíadas de 1936 em Berlim e nadou os 100 metros livre, não chegando à final da prova.